# Kup Krešimira Ćosića 2003./04.
Kup Krešimira Ćosića 2003./04. bilo je trinaesto po redu košarkaško kup natjecanje u Hrvatskoj. Na završni turnir, koji je odigran u Zadru u dvorani Jazine od 25. do 26. veljače 2004. godine, plasirali su se košarkaški klubovi Cibona iz Zagreba, Zadar, Zagreb i Split Croatia osiguranje.

## Sustav natjecanja
U završnom dijelu natjecanja sudjelovalo je 16 momčadi. 8 momčadi se natjecalo u prvom krugu, a pod-nositelji su se izravno plasirali u 2. krug natjecanja, dok su nositelji se izravno plasirali u 3. krug natjecanja (četvrtzavršnicu).

## Rezultati
| 1. krug (17. prosinca 2003.)                            | rezultat |
| ------------------------------------------------------- | -------- |
| KK Alkar (Sinj) - KK Šibenik (Šibenik)                  | 75:73    |
| KK Dubrovnik (Dubrovnik) - KK Dubrava Sporttip (Zagreb) | 74:85    |
| KK Zrinjevac (Zagreb) - KK Istra (Pula)                 | 135:81   |
| KK Kaptol (Zagreb) - KK Zagorje Tehnobeton (Varaždin)   | 66:96    |

U 2. krug natjecanja direktno su se plasirali: Triglav osiguranje, Alkar, Hiron i Hermes Analitica
| 2. krug (19. i 20. prosinca 2003.)                              | rezultat |
| --------------------------------------------------------------- | -------- |
| KK Dubrava Sporttip (Zagreb) - KK Triglav osiguranje (Rijeka)   | 101:107  |
| KK Svjetlost Brod (Slavonski Brod) - KK Alkar (Sinj)            | 82:68    |
| KK Zrinjevac (Zagreb) - KK Hiron Botinec (Zagreb)               | 90:85    |
| KK Hermes Analitica (Zagreb) - KK Zagorje Tehnobeton (Varaždin) | 84:69    |

U 3. krug natjecanja direktno su se plasirali: Cibona, Zadar, Split CO i Zagreb
| 3. krug / četvrtzavšnica (27. prosinca 2003., te 3. i 4. veljače 2004.) | rezultat |
| ----------------------------------------------------------------------- | -------- |
| KK Cibona VIP (Zagreb) - KK Hermes Analitica (Zagreb)                   | 99:77    |
| KK Zadar (Zadar) - KK Svjetlost Brod (Slavonski Brod)                   | 89:66    |
| KK Split Croatia osiguranje (Split) - KK Zrinjevac (Zagreb)             | 98:77    |
| KK Zagreb (Zagreb) - KK Triglav osiguranje (Rijeka)                     | 85:80    |

| poluzavršnica (Zadar, 25. veljače 2004.)                     | rezultat |
| ------------------------------------------------------------ | -------- |
| KK Cibona VIP (Zagreb) - KK Split Croatia osiguranje (Split) | 72:75    |
| KK Zadar (Zadar) - KK Zagreb (Zagreb)                        | 82:60    |

| završnica (Zadar, 26. veljače 2004.)                   | rezultat |
| ------------------------------------------------------ | -------- |
| KK Zadar (Zadar) - KK Split Croatia osiguranje (Split) | 72:74    |

## Osvajači Kupa
Košarkaški klub Split Croatia osiguranje (Split): Hrvoje Oršulić, Mateo Kedžo, Tommy Smith, Damir Rančić, Roko Leni Ukić, Drago Pašalić, Josip Vučica, Nenad Delić, Franko Kaštropil, Miloš Šporar, Marko Morić (trener: Jurij Zdovc)

## Statistika
- najbolji igrač završnog turnira: Damir Rančić (Split CO)
- najbolji strijelac završnog turnira: Damir Rančić (Split CO) i Emilio Kovačić (Zadar) po 35 koševa